# リッチョーワイド
リッチョーワイドはSBI新生銀行が発行していた利息一括支払型利付金融債券。正式名称「長期信用債券（利子一括払）」。

## 概要
SBI新生銀行としては2004年10月後半債までの金融債発行終了後も唯一存続していた売り出し金融債である。2018年4月27日にすべての取り扱いを終了した。
みずほ銀行やあおぞら銀行とは異なり、普銀転換前から既にATMでの購入はできなくなっていた。
2013年4月後半債（4月27日）の発行を以って、新規の発行および償還金を原資とした買い替えを停止。このため、最終償還は、2018年4月27日までに行われ、債券の元金は、債券口座にセットされている普通預金に利息と併せて入金された。